# 常永
常永（15世紀—16世紀），字繼遠，萬全都司蔚州衛人，明朝軍事人物。

## 生平
常永在嘉靖五年（1526年）由百戶中武進士，署任指揮僉事、宣府右衛指揮使。到嘉靖二十年（1541年）調任萬全右衛指揮使，再陞為保安衛、趙川堡守備，後事不詳。

## 引用
1. 1 2  乾隆《蔚縣志·卷十八·貢舉》：嘉靖丙戌科 常永，字繼遠，由百戶中，陞署指揮僉事、署宣府右衛事，調萬全右衛，陞保安衛守備。《州志》（作）趙川堡守備。
2. ↑  乾隆《萬全縣志·卷五·秩官志》：武職……萬全右衛指揮使……常永，蔚州武舉，嘉靖二十年任
3. ↑  嘉靖《宣府鎮志·卷三十·職官表》：（嘉靖）三十四年……（保安衛城）常永 蔚州衛人，武舉，指揮僉事，任守備